# MediEvil Resurrection
(Narratore)
MediEvil: Resurrection è un videogioco per PSP della Sony. È un remake del gioco MediEvil, uscito nel 1998 per PlayStation, e come tale ne segue la trama pur palesando molte differenze nella struttura dei livelli e del gameplay. È stato pubblicato il 13 settembre 2005 negli Stati Uniti, in Europa il 1º settembre 2005.

## Trama
Sono passati 100 anni dalla battaglia in cui il perfido mago Lord Zarok venne sconfitto dalle forze armate del re Pellegrino, anni in cui la pace ha regnato sovrana nelle terre di Gallowmere. Lungo tutto questo tempo Zarok ha meditato vendetta ed ora è pronto a portarla in atto. Grazie alle sue arti magiche Zarok ha incantato tutti i cittadini di Gallowmere, rendendoli così suoi schiavi, e resuscitato i morti dalle loro tombe. Inavvertitamente il suo incantesimo ha riportato in vita la salma di Sir Daniel Fortesque, capitano della Guardia Reale ai tempi della prima battaglia ed indicato come colui che sconfisse lo stregone. Toccherà dunque a Dan il compito di sconfiggere nuovamente Zarok portando così la pace su Gallowmere.

## Personaggi
- Sir Daniel Fortesque (doppiato da Jason Wilson): era capitano della Guardia Reale quando cadde durante la prima batteria di frecce nemiche nella Battaglia di Gallowmere. La sua morte tempestiva gli impedì di partecipare effettivamente alla battaglia, ma nonostante questo venne considerato da tutti come un eroe. Viene riportato in vita casualmente dall'incantesimo di resurrezione dei morti fatto dal mago Lord Zarok nel tentativo di conquistare Gallowmere. Dan, inizialmente titubante, capisce che questa è l'occasione giusta per meritarsi la fama di eroe fino ad allora immeritata.
- Zarok (doppiato da Pino Pirovano): stregone malvagio appartenente un tempo alla corte di Re Pellegrino. Fu esiliato per le sue ricerche sui morti e la sua sete di vendetta scaturì la famosa Battaglia di Gallowmere. Sconfitto, tornerà a minacciare Gallowmere circa un secolo dopo.
- Al-Zalam (doppiato da Claudio Ridolfo): presumibilmente un Genio proveniente dall'oriente i cui poteri sono stati rubati da Zarok. Ora vive "abusivamente" nel cranio di Dan. La sua presenza è molto utile al protagonista in quanto dispensatore di consigli. Non si risparmia però dal prendere in giro Dan in molte occasioni.
- Morte (doppiato da Riccardo Rovatti): aiuterà Dan a salvare Gallowmere indicandogli i posti in cui sono stati nascosti i pezzi della Pietra di Anubi

## La sala degli Eroi
Le armi si possono ottenere alla Sala degli eroi: ogni nemico ha dentro di sé delle anime che devono essere liberate; in ogni livello sarà presente un Calice delle Anime in cui raccogliere le anime liberate dai nemici; se alla fine del livello il calice sarà pieno, Dan avrà l'onore di visitare il Salone degli Eroi, una specie di Valhalla in cui riposano i più grandi eroi del passato e che possono essere evocati con uno dei Calici. Ogni volta che Dan ne evocherà uno, apparirà uno di questi eroi che per cortesia o per pietà, lo aiuterà donandogli un'arma. Il Salone si divide in due piani: salone minore e salone superiore. Dan dovrà rendere omaggio prima agli eroi del salone minore prima di poter accedere a quello superiore. Inoltre se Dan riuscirà a compiere la sua missione, avrà assicurato un posto al piano minore, accanto a Woden.

### Eroi del salone
- Tim l'Astuto

Eroe di nobili origini e leggendario balestriere, presente nel piano inferiore della sala, combatté nella battaglia di Gallowmere, e con la sua balestra uccise Lord Kardok, fido condottiero di Zarok, trafiggendogli l'occhio con un tiro da mille metri circa. Dona a Sir Daniel la Balestra e la Balestra degli Eroi.
- Stanley il Fabbro Ferraio

Eroe del piano inferiore della sala, una volta famoso Fabbro Ferraio del villaggio che Zarok ha addormentato, ricorda a Daniel di "Johnny lo Zombie" e della sua presenza in circolazione. Dona a Sir Daniel il Martello, che sostiene servisse per schiacciare noci e, nel remaster Resurrection, montare scaffali.
- Woden il Potente

Eroe del piano inferiore, tratta Daniel con alterigia e compiacenza definendolo "sdentatello attira frecce", tuttavia gli dona la Spada lunga e la Spada degli Eroi, con la raccomandazione di non ficcarsela in un piede.
- Imanzi Shongama

Eroina posta al piano superiore del salone, è un'amazzone di colore innamorata di Daniel, che chiama Dany. Dona lui una Lancia e 1 Bottiglia di Guarigione.
- Ravenhoose, Ultimo Principe dei Centauri

Eroe del salone superiore, è un centauro morto da diecimila anni. Giudica Daniel privo di nobiltà. Gli dona l'Arco lungo, l'Arco infuocato e l'Arco magico.
- Bloodmonath lo Spacca-crani

Eroe del salone superiore, è un boia carnefice, racconta che attorno a sé aveva sempre corpi decapitati. È invidioso di "Fortisqué" (lo pseudonimo con cui chiama Daniel) e vorrebbe essere al suo posto nella lotta contro i non morti. Parla con un accento russo, sebbene abbia probabilmente origini scozzesi (lo si deduce dal kilt); gli donerà l'Ascia.
- Karl Sturnguard

Eroe del salone superiore, è un templare, odia gli altri eroi del salone perché considerano la miglior strategia l'attacco, mentre egli crede che per vincere una guerra servano gli scudi. Parla con una flessione tedesca. Tratta Daniel con rispetto, gli dona lo Scudo d'oro e 1 Bottiglia di Guarigione.
- Dirk il leale

Eroe del salone superiore, è un templare, al contrario di Sturnguard "preferirebbe gettarsi nella mischia con un vassoio da tè piuttosto che con lo scudo da donnicciola". Parla con un accento romano. Dona a Dan la Spada magica.
- Megwynne la Doma-tempeste

Eroina del salone superiore divenuta una divinità dopo aver respinto dal suo villaggio i barbari armata solo di un forcone e di un matterello, dona a Dan le Saette.

## Boss
Il mondo di MediEvil Resurrection è costellato da una vasta gamma di nemici fra cui zombie, mummie, demoni, folletti, scheletri pirata e soldati meccanici. Oltre a questi vi sono anche una serie di nemici di fine livello:
- Demone di vetro: è il custode del Mausoleo di Hilltop, nonché il miglior amico di Zarok. Può essere evocato distruggendo il suo cuore di cristallo custodito nelle segrete del Mausoleo stesso. Una volta evocato è possibile sconfiggerlo solo colpendolo al cuore con armi da lancio, quando lo mostra.
- Lupi di pietra: sono i custodi del passaggio verso le pianure di Gallowmere. Sono immuni a tutti gli attacchi diretti e possono essere colpiti solamente nello stesso istante in cui attaccano.
- Pumpky-Wunky: è una zucca gigante, praticamente il re delle zucche, si trova alla fine del livello "Gola delle zucche". Un tempo, la strega delle zucche era ai suoi ordini, l'aveva creato lei, ma poi, dopo il tradimento, chiede a Dan di ucciderlo. In cambio gli darà un pezzo della pietra di Anubi.
- Mr. Ascia: si trova alla fine del livello "Dentro al Manicomio", si può colpire solo mentre cerca di tirare fuori dal pavimento la sua ascia, dopodiché bisogna nascondersi dietro le colonne mentre carica.
- Demonietti: sono dei demoni alati che stanno nel livello "Foresta Incantata", si possono colpire con armi a distanza, o saltando con le armi ravvicinate. Hanno la capacità di lanciare delle palle energetiche e far cadere dei massi su Dan, inoltre possono inclinare la piattaforma dello scontro.
- Re dei Draghi: è il custode della Corazza di Drago. Lo si può sconfiggere dapprima facendo cadere dei massi sopra la sua testa, poi una volta irritato uscirà allo scoperto e bisognerà schivare le sue fiammate e i battiti d'ala per poterlo colpire.
- Capitano Pirata: si trova nel penultimo livello, "La nave fantasma". Per ucciderlo bisogna usare 2 cannoni da accendere con il fuoco usando il bastone.
- Lord Kardok: è un cavaliere fantasma agli ordini di Zarok, lo stesso che colpì Daniel in un occhio. Per attaccare usa una versione più potente dell'arco magico. Lo si può affrontare durante l'ultimo livello del gioco. Per sconfiggerlo bisogna colpirlo mentre impenna.
- Zarok: è il nemico finale, come da trama. Molto potente, può assumere varie forme ed evocare soldati non-morti al proprio cospetto. Per sconfiggerlo va colpito alla bocca e alla punta della coda.

## Colonna sonora
Così come nei due precedenti capitoli della saga, la colonna sonora del gioco è ad opera di Bob & Barn (pseudonimo dei compositori inglesi Paul Arnold ed Andrew Barnabas). Oltre ad una serie di nuovi brani ed al riarrangiamento dei temi portanti del primo MediEvil, il compartimento audio di MediEvil Resurrection ha potuto usufruire di una intera orchestra di 80 membri provenienti dalla Filarmonica di Praga e diretti dal maestro Nick Raine. Tutti i brani sono stati registrati dal vivo a Praga presso il Barrandov Recording Stage.

## Differenze con la versione originale
- Se nella versione originale per PlayStation l'ambientazione era cupa e tenebrosa, MediEvil Resurrection mette in risalto il lato comico e grottesco dei personaggi grazie alle spassose sequenze animate in cui spiccano i brillanti dialoghi e citazioni di ogni tipo. Notevole è anche il contributo dato dalla mimica facciale del protagonista, sempre più umano nelle sue espressioni.
- In questa nuova avventura Sir Fortesque non è più solo, ma al suo fianco avrà il piccolo ed astuto folletto Al-Zalam, ospite indesiderato del suo cranio. Tale personaggio era previsto anche nella versione originale del gioco, ma per una serie di motivi l'idea fu scartata e ripresa in questo remake per PSP.[1]
- Rispetto all'originale sono stati omessi diversi livelli: Le caverne delle formiche, Il serpente delle Zucche, Il parco del manicomio, La gola di Gallows, Il vestibolo, Il segnatempo, Le caverne di cristallo, Il lago. Il primo è compensato da un'altra missione che Dan deve comunque svolgere per la Strega della Foresta mentre il secondo è stato fuso con La Gola delle Zucche. Gli ultimi due sono stati invece sostituiti da L'isola del drago e Porto Scorbuto. Per compensare la minor durata del gioco sono stati introdotti una serie di mini-giochi utili al conseguimento di bonus e denaro.
- Durante la battaglia finale con Zarok quest'ultimo si trasforma in un enorme cobra. In realtà nella versione originale diventava una sorta di drago con il viso umano.
- Alcune delle armi che nella versione originale potevano essere usate con una mano sola, in questo gioco vengono usate con due mani (e quindi senza la possibilità di usare lo scudo insieme ad esse).